# Velika nagrada Pacifika
Velika nagrada Pacifika (japanski: ハ シ フ ィ ク ラ ラ フ リ リ リ) je održana dva puta sredinom 1990-tih. Obe trke održane su na Tanaka Internacionalnoj stazi, sporој, krivudavoj 3,7 kilometara dugačkoj stazi u Aidi, Japanu. Nakon zemljotresa u gradu Kobe 1995. trka je premeštena sa početka na kraj kalendarske sezone.
Velika nagrada Pacifika je takođe održana u Laguna Seci od 1960. do 1963. godine, ali ti događaji nisu bili u okviru šampionata.
U prvoj šampionatskoj trci 1994. godine Mihael Šumaher je pobedio nakon nesreće u prvoj krivini Mike Hekinena i Nikole Larinija. Najbrži krug je bio 3. krug trke. Trka je bila značajna za Džordan tim i prvi podijum Rubensa Barikela u Formuli 1 sa trećim mestom. Trka je kulminirala taktičkom pobedom Mihaela Šumahera, obezbeđujući njegovo drugo svetsko prvenstvo, i učinivši ga najmlađim dvostrukim svetskim šampionom u to vreme. Fernando Alonso je nadmašio Schumacherov rekord osvajanjem svog drugog Svetskog prvenstva 2006. godine. Alonsov rekord bio je zauzvrat nadmašen od strane Sebastijana Fetela 2011. godine.
Ova trka je učinila Japan jedinom od sedam zemalja (druge su Velika Britanija, Španija, Nemačka, Italija, Francuska i SAD) koja je ikada ugostile više od jedne trke Formule 1 u istoj godini. Prekinuta je prvenstveno zbog lokacije TI staze u udaljenom području Japana.
Sa najavom da će se Velika nagrada Japana prebaciti sa Suzuka staze na Fudži stazu od 2007. godine, bilo je spekulacija pd strane medija da Suzuka može zadržati trku pod imenom Velika nagrada pacifika Grand. Međutim, kasnije je objavljeno da će se velika nagrada Japana izmjenjivati između Fudžija i Suzuke od 2009. nadalje.